# 3:15 zemřeš
3:15 zemřeš je americký film z roku 2005. Jeho tvůrci jsou autory Texaského masakru motorovou pilou. Jde vlastně o remake originálního italského filmu režiséra Damiana Damianiho z roku 1979 natočeného na základě knihy Horor v Amityville.

## Děj
Příběh se vrací do 70. let 20. století, kdy se George a Kathy Lutzovi a jejich tři děti stěhují do domu, kde se v listopadu 1974 stala několikanásobná vražda. 
Rodina se zabydluje, ale začínají se dít podivné věci. George si stěžuje na zimu a tráví většinu času v suterénu. Dcerka si začíná povídat s tajemným kamarádem.
Začínají se ze stěn ozývat hlasy a vše se podobně opakuje, jako kdysi rodině, která byla zavražděna. Vše pomine teprve, až když fyzicky opustí dům.

## Obsazení
| Ryan Reynolds     | George Lutz                          |
| Melissa George    | Katherine 'Kathy' Lutz               |
| Jesse James       | Billy                                |
| Jimmy Bennett     | Michael                              |
| Chloë Moretzová   | Chelsea (jako Chloë Grace Moretzová) |
| Isabel Conner     | Jodie DeFeo                          |
| Rachel Nichols    | Lisa                                 |
| Philip Baker Hall | Father Callaway                      |